# Rosine Wallez
Rosine Wallez, född 28 april 1957, är en friidrottare från Belgien. Hon deltog vid olympiska sommarspelen 1976 och olympiska sommarspelen 1980.